# Stazione di Portichetto-Luisago
Stazione di Portichetto-Luisago vasútállomás Olaszországban, Lombardia régióban, Luisago településen.

## Vasútvonalak
Az állomást az alábbi vasútvonalak érintik:
- Como–Saronno-vasútvonal

## Kapcsolódó állomások
A vasútállomáshoz az alábbi állomások vannak a legközelebb:
- Stazione di Fino Mornasco
- Stazione di Grandate-Breccia